# Sally in Our Alley (film 1913 Buckland)
Sally in Our Alley è un cortometraggio muto del 1913 diretto da Warwick Buckland.

## Trama
Un curato lascia la sua amata Sally, una venditrice ambulante che si sposa con un uomo appartenente alla sua classe.

## Produzione
Il film fu prodotto dalla Hepworth.

## Distribuzione
Distribuito dalla Hepworth, il film - un cortometraggio in una bobina - uscì nelle sale cinematografiche britanniche nel gennaio 1913.
Si conoscono pochi dati del film che, prodotto dalla Hepworth, fu distrutto nel 1924 dallo stesso produttore, Cecil M. Hepworth. Fallito, in gravissime difficoltà finanziarie, il produttore pensò in questo modo di poter almeno recuperare il nitrato d'argento della pellicola.